# 리펠베르크역
리펠베르크역(독일어: Riffelberg)는 스위스 발레주 체르마트 리조트와 고르너그라트 정상을 연결하는 랙 철도인 고르너그라트 철도의 기차역이다. 역은 평균 해발 2,582m의 고도에서 체르마트와 고르너그라트 서쪽에 위치해 있다. 노선에서 세 번째로 높은 역이며, 야외 철도역만 고려하면 스위스와 유럽에서도 세 번째로 높은 역이다.
호텔 리펠베르크는 역에 있다.

## 갤러리

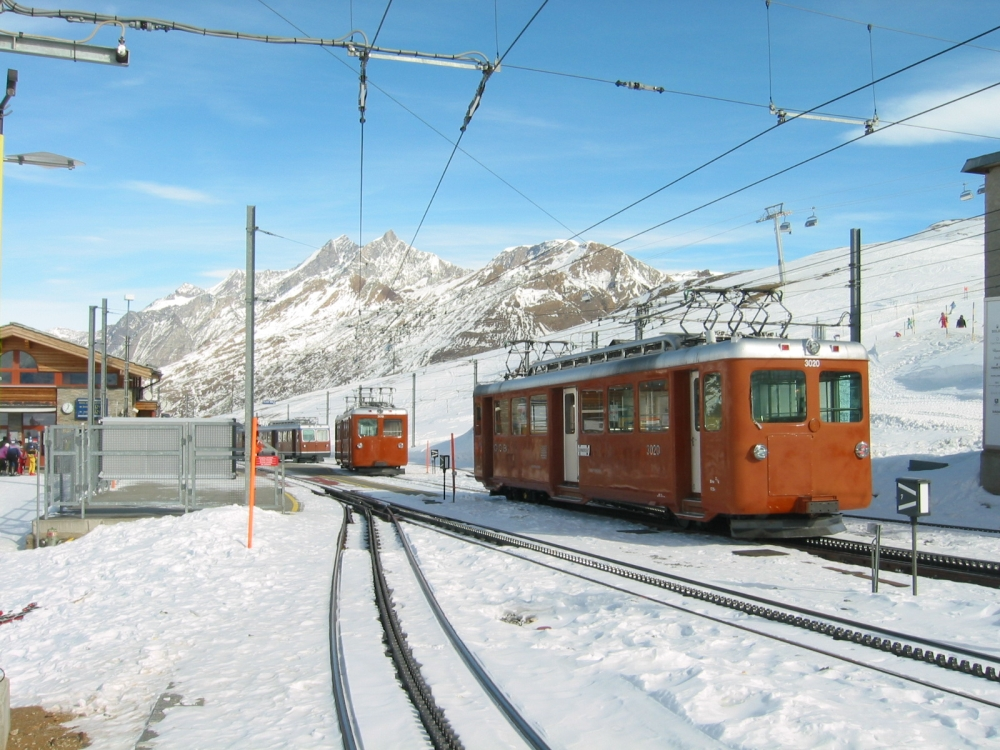
역 플래폼
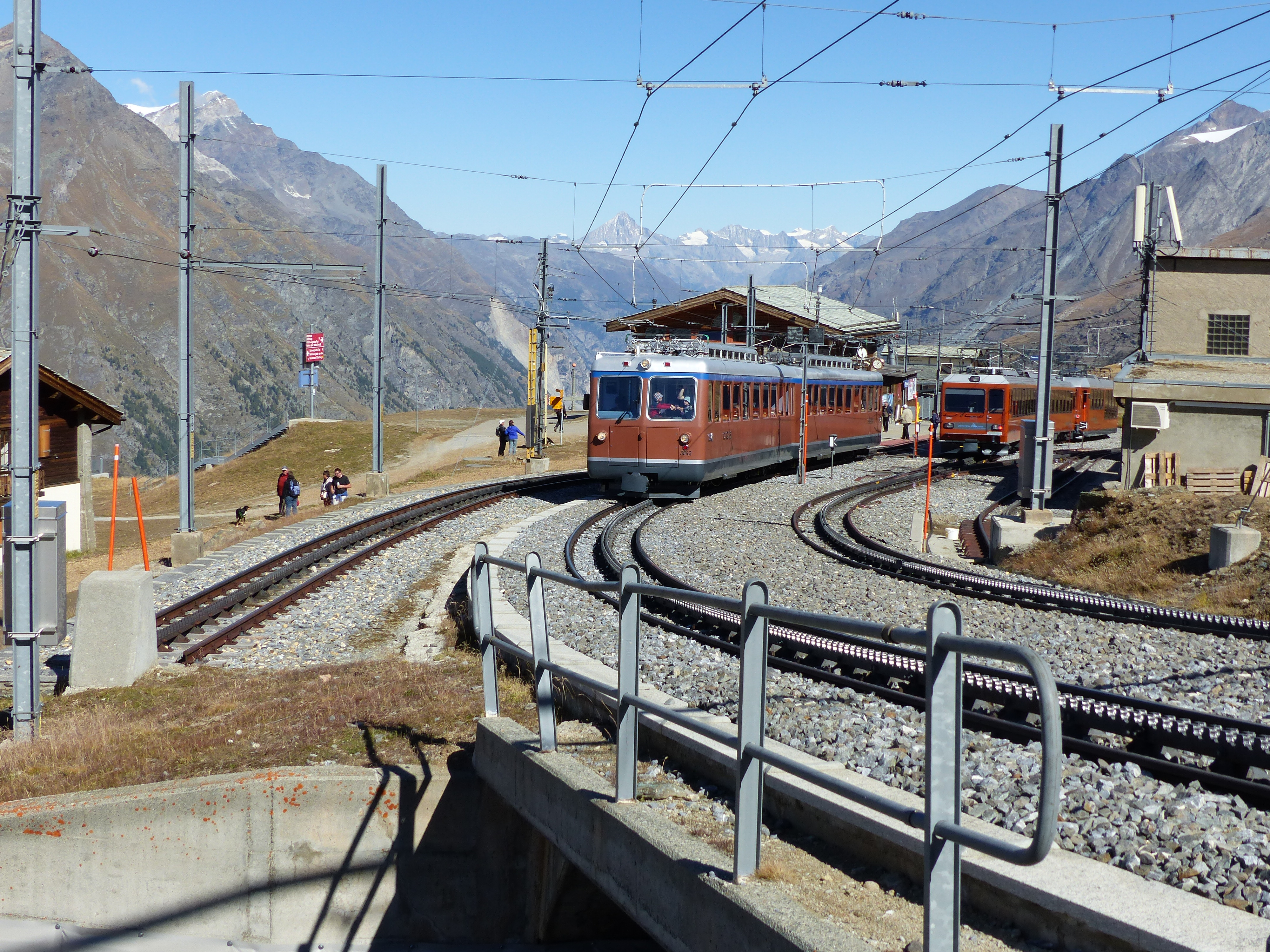
리펠베르크의 두 차량